# Język kubu
Język kubu – język austronezyjski używany w prowincjach Sumatra Południowa i Jambi w Indonezji, przez członków ludu Kubu. Według danych z 1989 roku posługuje się nim 10 tys. osób.
Jest znacznie zróżnicowany dialektalnie. Należy do grupy języków malajskich, według klasyfikacji Ethnologue stanowi część tzw. makrojęzyka malajskiego.
Większość grup Kubu to niewielkie społeczności. W wielu sferach życia (takich jak edukacja czy komunikacja międzyetniczna) dominują inne języki (indonezyjski, lokalne języki handlowe). Odnotowano, że kubu jest wypierany przez dialekt rawas języka musi.
Nazwa Kubu ma charakter pejoratywny, sami użytkownicy tego języka określają się jako orang Rimba.